# Glockenturm (Buchenwald)

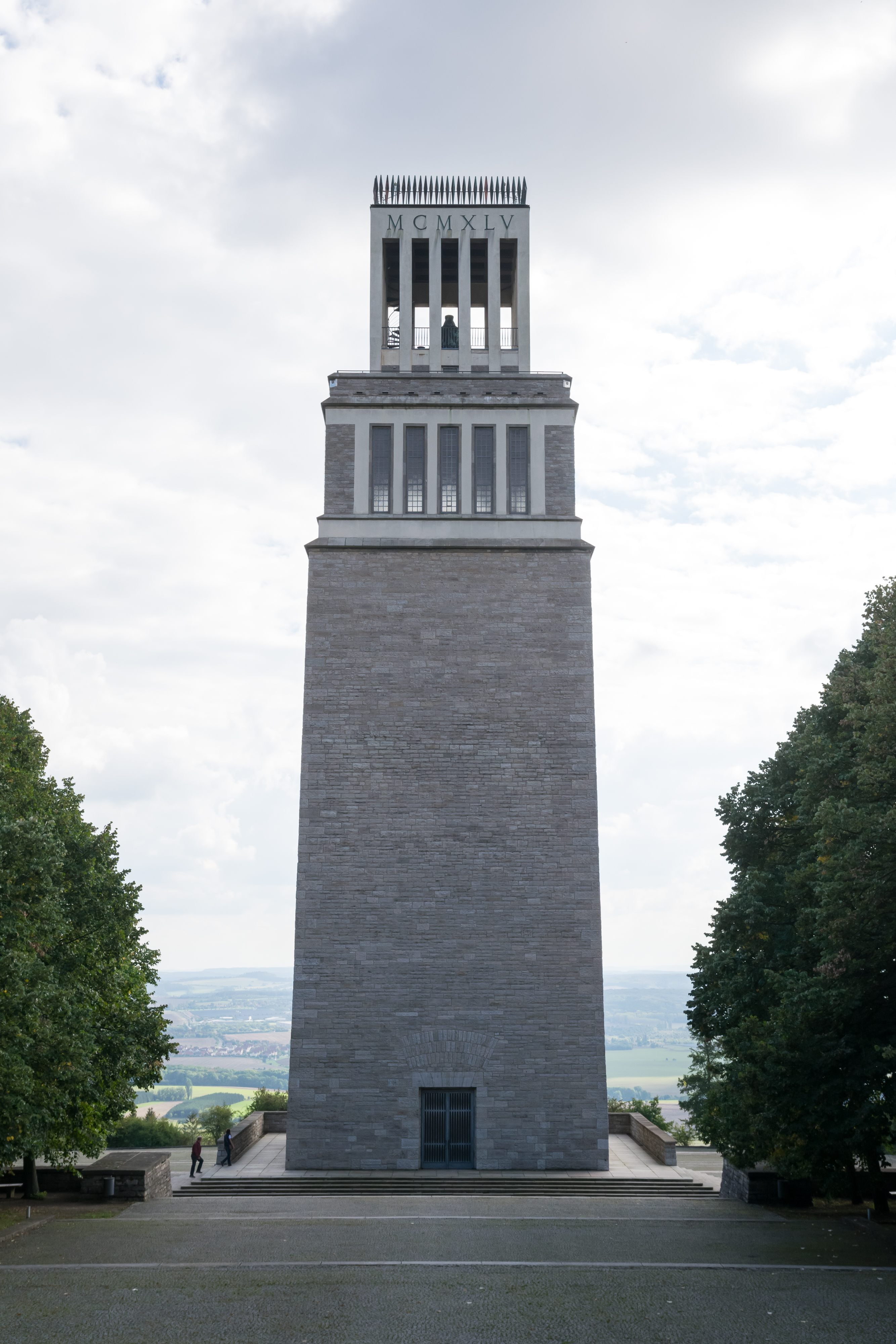
Glockenturm auf dem Areal der KZ-Gedenkstätte Buchenwald

Der Glockenturm, bis in die 1970er Jahre auch als Turm der Freiheit bezeichnet, ist der 1954 bis 1958 errichtete, 50,73 Meter hohe Turm der damaligen Nationalen Mahn- und Gedenkstätte Buchenwald der DDR. Die Bezeichnung wurde in den 1970er Jahren durch den seither genutzten Titel des Glockenturms ersetzt. Der aus hellem Sandstein erbaute Turm wurde vom Bildhauer Fritz Cremer entworfen und verfügt über eine Aussichtsplattform in 41 Metern Höhe, die über zwei Treppenaufgänge zugänglich ist. Auf Höhe dieser Plattform befindet sich auch die Buchenwald-Glocke, die 6,8 Tonnen wiegt und die im Unterschied zu den meisten Großglocken nicht aufgehängt ist, sondern auf vier Stahlstützen montiert ist. Die Glocke wird stündlich geschlagen.

## Architektur und Gedenken
Der 45 Meter hohe „Turm der Freiheit“ wurde 1958 als zentrales Mahnmal der Nationalen Mahn- und Gedenkstätte Buchenwald errichtet. Er steht symbolisch für das Gedenken an die NS-Opfer und das antifaschistische Selbstverständnis der DDR. Eine Inschrift über dem Eingang des Turms nimmt Bezug auf den Schwur von Buchenwald:
„Die Vernichtung des Nazismus mit seinen Wurzeln ist unsere Losung. Der Aufbau einer neuen Welt des Friedens und der Freiheit ist unser Ziel.“
Der Glockenturm der Gedenkstätte Buchenwald bildet den architektonischen und symbolischen Abschluss der monumentalen Anlage am Ettersberg. Er steht am Ende eines bewusst gestalteten Erinnerungsraums, der Besuchende von der ehemaligen Lagerzufahrt, der sogenannten „Blutstraße“, über die „Straße der Nationen“ führt. Diese von Pylonen mit Feuerschalen gesäumte Achse verbindet mehrere Massengräber (Ringgräber) und ist den Herkunftsländern der ehemaligen Häftlinge gewidmet.
Der Weg inszeniert ein Narrativ der Auferstehung: Vom Durchschreiten des Todes hin zur Hoffnung auf eine neue, bessere Zukunft. Der Turm erhebt sich oberhalb eines weiträumigen Versammlungsplatzes, der Platz für bis zu 20.000 Personen bietet und in der DDR-Zeit regelmäßig für staatlich organisierte Gedenkveranstaltungen genutzt wurde. Das umlaufende Podest diente dabei als Rednertribüne. In der Eingangshalle des Turms befindet sich unter einer versiegelten Bronzeplatte Erde und Asche aus anderen Konzentrationslagern.
Das Mahnmal ist die Grabstätte von Tausenden von KZ-Häftlingen und heute das größte Denkmal in Erinnerung an ein nationalsozialistisches Konzentrationslager in Europa.